# Prêmios Emmy do Daytime de 2022
Os Prêmios Emmy do Daytime de 2022 (ou 49th Daytime Emmy Awards), foram apresentados em 24 de junho de 2022 pela Academia Nacional de Artes e Ciências Televisivas (NATAS). A cerimônia de premiação foi transmitida nos Estados Unidos pela CBS e pela Paramount+. As indicações foram anunciadas em 5 de maio de 2022.

## Vencedores
As nomeações foram anunciadas em 5 de maio de 2022.

### Programação
| Melhor Série Dramática | Melhor Talk Show de Entretenimento |
| --- | --- |
| - General Hospital (ABC) - Beyond Salem (Peacock) - The Bold and the Beautiful (CBS) - Days of Our Lives (NBC) - The Young and the Restless (CBS)                                                                                               | - The Kelly Clarkson Show (Sindicação) - The Drew Barrymore Show (Sindicação) - Hot Ones (YouTube) - Live with Kelly and Ryan (Sindicação) - Today with Hoda & Jenna (NBC) |
| Melhor Gameshow | Melhor Programa de Tribunal |
| - Jeopardy! (Sindicação) - Family Feud (Sindicação) - Let's Make a Deal (CBS) - The Price Is Right (CBS) - Wheel of Fortune (Sindicação) | - Judy Justice (IMDbTV) - Caught in Providence (Facebook Watch) - Judge Mathis (Sindicação) - The People's Court (Sindicação)                                              |
| Melhor Talk Show Informativo | Melhor Programa de Notícias de Entretenimento |
| - Turning the Tables with Robin Roberts (Disney+) - GMA3: What You Need To Know (ABC) - Peace of Mind with Taraji (Facebook Watch) - Red Table Talk (Facebook Watch) - Red Table Talk: The Estefans (Facebook Watch) - Tamron Hall (Sindicação) | - Entertainment Tonight (Sindicação) - Access Hollywood (Sindicação) - Extra (Sindicação) - Inside Edition (Sindicação)                                                    |

### Atuação
| Melhor Ator em Série Dramática | Melhor Atriz em Série Dramática |
| --- | --- |
| - John McCook como Eric Forrester em The Bold and the Beautiful (CBS) - Peter Bergman como Jack Abbott em The Bold and the Beautiful (CBS) - Eric Martsolf como Brady Black em Days of Our Lives (NBC) - James Reynolds como Abe Carver em Days of Our Lives (NBC) - Jason Thompson como Billy Abbott em The Young and the Restless (CBS)                | - Mishael Morgan como Amanda Sinclair em The Young and the Restless (CBS) - Marci Miller como Abigail DiMera em Days of Our Lives (NBC) - Cynthia Watros como Nina Reeves em General Hospital (ABC) - Laura Wright como Carly Corinthos em General Hospital (ABC) - Arianne Zucker como Nicole Walker em Days of Our Lives (NBC)                   |
| Melhor Ator Coadjuvante em Série Dramática | Melhor Atriz Coadjuvante em Série Dramática |
| - Jeff Kober como Cyrus Renault em General Hospital (ABC) - Bryton James como Devon Hamilton em The Young and the Restless (CBS) - Aaron D. Spears como Justin Barber em The Bold and the Beautiful (CBS) - James Patrick Stuart como Valentin Cassadine em General Hospital (ABC) - Jordi Vilasuso como Rey Rosales em The Young and the Restless (CBS) | - Kelly Thiebaud como Dr. Britt Westbourne em General Hospital (ABC) - Kimberlin Brown como Sheila Carter em The Bold and the Beautiful (CBS) - Nancy Lee Grahn como Alexis Davis em General Hospital (ABC) - Stacy Haiduk como Kristen DiMera em Days of Our Lives (NBC) - Melissa Ordway como Abby Newman em The Young and the Restless (CBS)    |
| Melhor Artista Jovem em Série Dramática | Melhor Artista Convidado em Série Dramática |
| - Nicholas Chavez como Spencer Cassadine em General Hospital (ABC) - Lindsay Arnold como Allie Horton em Days of Our Lives (NBC) - Alyvia Alyn Lind como Faith Newman em The Young and the Restless (CBS) - William Lipton como Cameron Webber em General Hospital (ABC) - Sydney Mikayla como Trina Robinson em General Hospital (ABC)                  | - Ted King como Jack Finnegan em The Bold and the Beautiful (CBS) - Robert Gossett como Marshall Ashford em General Hospital (ABC) - Michael Lowry como Dr. Clay Snyder em Days of Our Lives (NBC) - Naomi Matsuda como Dr. Li Finnegan em The Bold and the Beautiful (CBS) - Ptosha Storey como Naya Benedict em The Young and the Restless (CBS) |

### Apresentação
| Melhor Apresentador(a) de Lifestyle/Culinária | Melhor Apresentador(a) de Gameshow |
| --- | --- |
| - Frankie Celenza – Struggle Meals (Tastemade) - Lidia Bastianich – Lidia's Kitchen (PBS) - Daym Drops – Fresh, Fried & Crispy (Netflix) - Ina Garten – Barefoot Contessa: Modern Comfort Food (Food Network) - Christopher Kimball – Milk Street (PBS) | - Steve Harvey – Family Feud (Sindicação) - Wayne Brady – Let's Make a Deal (CBS) - Leah Remini – People Puzzler (Game Show Network) - Pat Sajak – Celebrity Wheel of Fortune (ABC) - Pat Sajak – Wheel of Fortune (Sindicação) |
| Melhor Apresentador(a) de Talk Show de Entretenimento | Melhor Apresentador(a) de Talk Show de Informativo |
| - Kelly Clarkson – The Kelly Clarkson Show (Sindicação) - Drew Barrymore – The Drew Barrymore Show (Sindicação) - Hoda Kotb e Jenna Bush Hager – Today with Hoda & Jenna (NBC) - Kelly Ripa e Ryan Seacrest – Live! with Kelly and Ryan (Sindicação)    | - Tamron Hall – Tamron Hall (Sindicação) - Gloria Estefan, Emily Estefan e Lili Estefan – Red Table Talk: The Estefans (Facebook Watch) - Whoopi Goldberg, Joy Behar, Sunny Hostin, Sara Haines, Ana Navarro, Meghan McCain – The View (ABC) - Taraji P. Henson e Tracie Jade – Peace of Mind with Taraji (Facebook Watch) - Robin Roberts – Turning the Tables with Robin Roberts (Disney+) |

### Direção/Roteiro
| Melhor Equipe de Direção de Série Dramática                                                                    | Melhor Equipe de Roteiristas de Série Dramática                                                                |
| --- | --- |
| - General Hospital (ABC) - Beyond Salem (Peacock) - Days of Our Lives (NBC) - The Young and the Restless (CBS) | - Days of Our Lives (NBC) - Beyond Salem (Peacock) - General Hospital (ABC) - The Young and the Restless (CBS) |